# Ploaghe
Ploaghe (topónimo oficial en lengua sarda; localmente, también Piaghe) es una localidad italiana de la provincia de Sácer, región de Cerdeña, con 4.705 habitantes.

## Evolución demográfica
| Gráfica de evolución demográfica de Ploaghe entre 1861 y 2001 |
|                                                               |
| Fuente ISTAT - elaboración gráfica de Wikipedia               |